# Lijst van ministers-presidenten van Saksen-Anhalt

Wapen van Saksen-Anhalt

Dit is een lijst van ministers-presidenten van de Duitse deelstaat Saksen-Anhalt.
| Nr. | Minister-president van Saksen-Anhalt Ministerpräsident des Sachsen-Anhalt | Minister-president van Saksen-Anhalt Ministerpräsident des Sachsen-Anhalt | Minister-president van Saksen-Anhalt Ministerpräsident des Sachsen-Anhalt | Ambtstermijn     | Ambtstermijn     | Partij |
| --- | ------------------------------------------------------------------------- | ------------------------------------------------------------------------- | ------------------------------------------------------------------------- | ---------------- | ---------------- | ------ |
| 1 |                                                                           |                                                                           | Erhard Hübener (1881–1952)                                                | 20 juli 1945     | 13 augustus 1949 | LDPD   |
| 2 |                                                                           | Werner Bruschke                                                           | Werner Bruschke (1898–1995)                                               | 13 augustus 1949 | 23 juli 1952     | SED    |
| Vacant de deelstaat Saksen-Anhalt was van 1952 tot 1990 afgeschaft na de Duitse hereniging in 1990 weer hersteld |                                                                           |                                                                           |                                                                           |                  |                  |        |
| 3 |                                                                           | Gerd Gies                                                                 | Gerd Gies (1943)                                                          | 28 oktober 1990  | 4 juli 1991      | CDU    |
| 4 |                                                                           | Werner Münch                                                              | Werner Münch (1940)                                                       | 4 juli 1991      | 2 december 1993  | CDU    |
| 5 |                                                                           | Christoph Bergner                                                         | Christoph Bergner (1948)                                                  | 2 december 1993  | 21 juni 1994     | CDU    |
| 6 |                                                                           | Reinhard Höppner                                                          | Reinhard Höppner (1948–2014)                                              | 21 juni 1994     | 16 mei 2002      | SPD    |
| 7 |                                                                           | Wolfgang Böhmer                                                           | Wolfgang Böhmer (1936–2025)                                               | 16 mei 2002      | 19 april 2011    | CDU    |
| 8 |                                                                           | Reiner Haseloff                                                           | Reiner Haseloff (1954)                                                    | 19 april 2011    | heden            | CDU    |